# Cornelius Easton
Cornelius Easton, född 10 juni 1864 i Dordrecht, Nederländerna och död 3 juni 1929 i Haag, var en nederländsk journalist och framstående amatörastronom, som skrev populärt material om astronomi och klimatologi förutom att hålla föreläsningar. Han gjorde undersökningar av Vintergatans byggnad och i sin första bok var han bland de första att postulera en spiralstruktur för Vintergatans galax med centrum beläget i riktning mot stjärnbilden Svanen och vårt solsystem på kanten. 

## Biografi
Easton var son till Johannes Jacobus, kapten i holländska Ostindiska Kompaniet och hans hustru Margrieta Wilhelmina, dotter till en tryckare. Han började utbilda sig vid den lokala HBS (skolan) där han blev intresserad av astronomi efter att ha observerat den aperiodiska kometen Coggia som upptäcktes den 17 april 1874 av Jérôme Coggia. Han var starkt influerad av Jules Vernes Resa till månen och Popular astronomy av Nicolas-Camille Flammarion. Medan han fortfarande gick i gymnasiet grundade han Société Flammarion i Dordrecht 1880 som hade tre medlemmar. Han övergick sedan till Polytechnicum Delft 1881. Han blev mer intresserad av astronomi och sammanställde stjärnlistor och uppmuntrades att publicera sina anteckningar av H.G. van de Sande Bakhuyzen, professor i astronomi vid Leiden University.
Easton biträddes i sin forskning av Anton Pannekoek, som var student vid Leiden University. Detta ledde till hans bok La Voie Lactee dans l'hemisphere boreal från 1893, där han tillhandahöll teckningar och diagram över Vintergatan och föreslog en spiralstruktur för stjärnsystemet. Han placerade solsystemet nära kanten av systemet och mitten av systemet i riktning mot stjärnbilden Svanen.

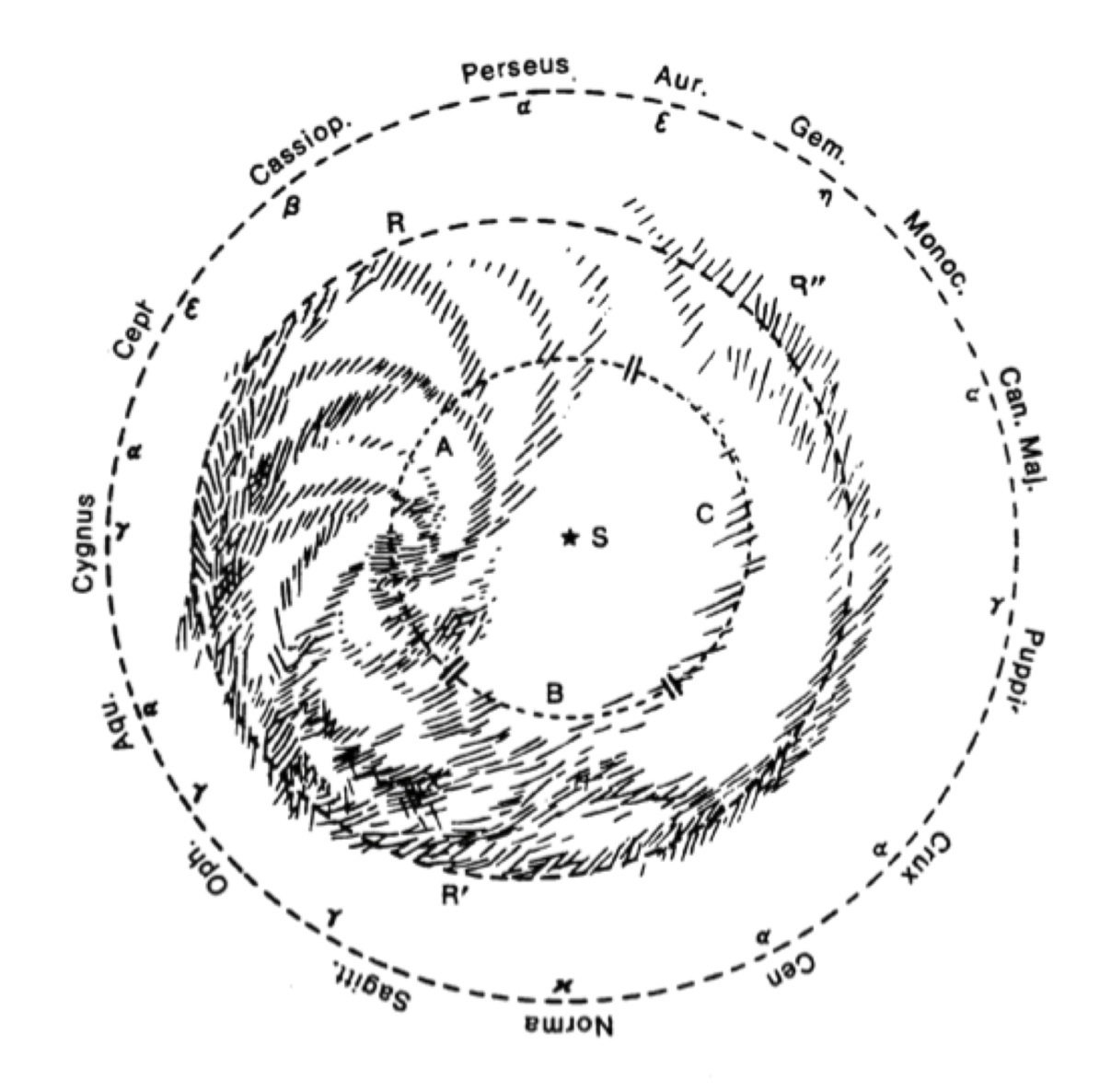
Eastons 1900 illustration av Vintergatan, 1900.

Samtidigt som Easton arbetade som journalist och redaktör på en tidning publicerade han flera andra verk om galaxer och nebulosor, vilket ledde till ett hedersdoktorat vid Universitetet i Groningen 1903 på rekommendation av Jacobus Cornelis Kapteyn. Han var också särskilt intresserad av periodiska fenomen, klimat och geografi. Hans bok Les hivers dans l'Europe occidentale, (1928) var en statistisk studie av klimatet i Västeuropa, som föreslog en 89-årig cykel för svåra vintrar. Genom sina skrifter i tidningar hjälpte han till att popularisera astronomin.

## Hedersbetygelser
Easton tilldelades ett hedersdoktorat vid universitetet i Groningen. 

### Namngivning
- En gata i Dordrecht är uppkallad efter Easton.